# Carl Adelsköld
Carl Gabriel Adelsköld, född 6 oktober 1830 i Alingsås stadsförsamling, Älvsborgs län, död 4 november 1914 i Alingsås stadsförsamling, var en svensk konstnär. 
Carl Gabriel Adelsköld studerade i Stockholm och i utlandet. Han var landskaps- och marinmålare, som ofta målade kustmotiv. Adelsköld finns representerad vid bland annat Nationalmuseum i Stockholm. Han är begravd på Stadskyrkogården i Alingsås.